# Ramaria gracilis
Ramaria gracilis (Christian Hendrik Persoon, 1797 ex Lucien Quélet, 1888) din încrengătura Basidiomycota în familia Gomphaceae și de genul Ramaria, denumită în popor coada șopârlei, este o ciupercă comestibilă care nu coabitează, fiind una din speciile saprofite ale genului care descompune material lignicol în putrefacție. În România, Basarabia și Bucovina de Nord se dezvoltă, de la câmpie la munte, în păduri mixte, dar preferat în cele de conifere printre mușchi pe lângă molizi și pini, pe lemn mort, butuci, ramuri îngropate, litieră, chiar și pe mulci. Are o distribuție inegală și, deși crescând sociabilă, este destul de rară. Timpul apariției este între august și noiembrie (decembrie).

## Taxonomie
Numele binomial a fost determinat de cunoscutul savant bur Christian Hendrik Persoon drept Clavaria gracilis în cartea sa Commentatio de Fungis Clavaeformibus din 1797. Specia a fost transferată la genul Ramaria sub păstrarea epitetului de micologul francez Lucien Quélet, de verificat în lucrarea sa Flore mycologique de la France et des pays limitrophes din 1888, fiind numele curent valabil (2020).
Toate celelalte încercări de redenumire, deși nefolosite, sunt acceptate sinonim.
Epitetul specific este derivat din cuvântul latin (latină gracilis= slăbănog, slăbuț, subțire, zvelt), datorită aspectului general.

## Descriere

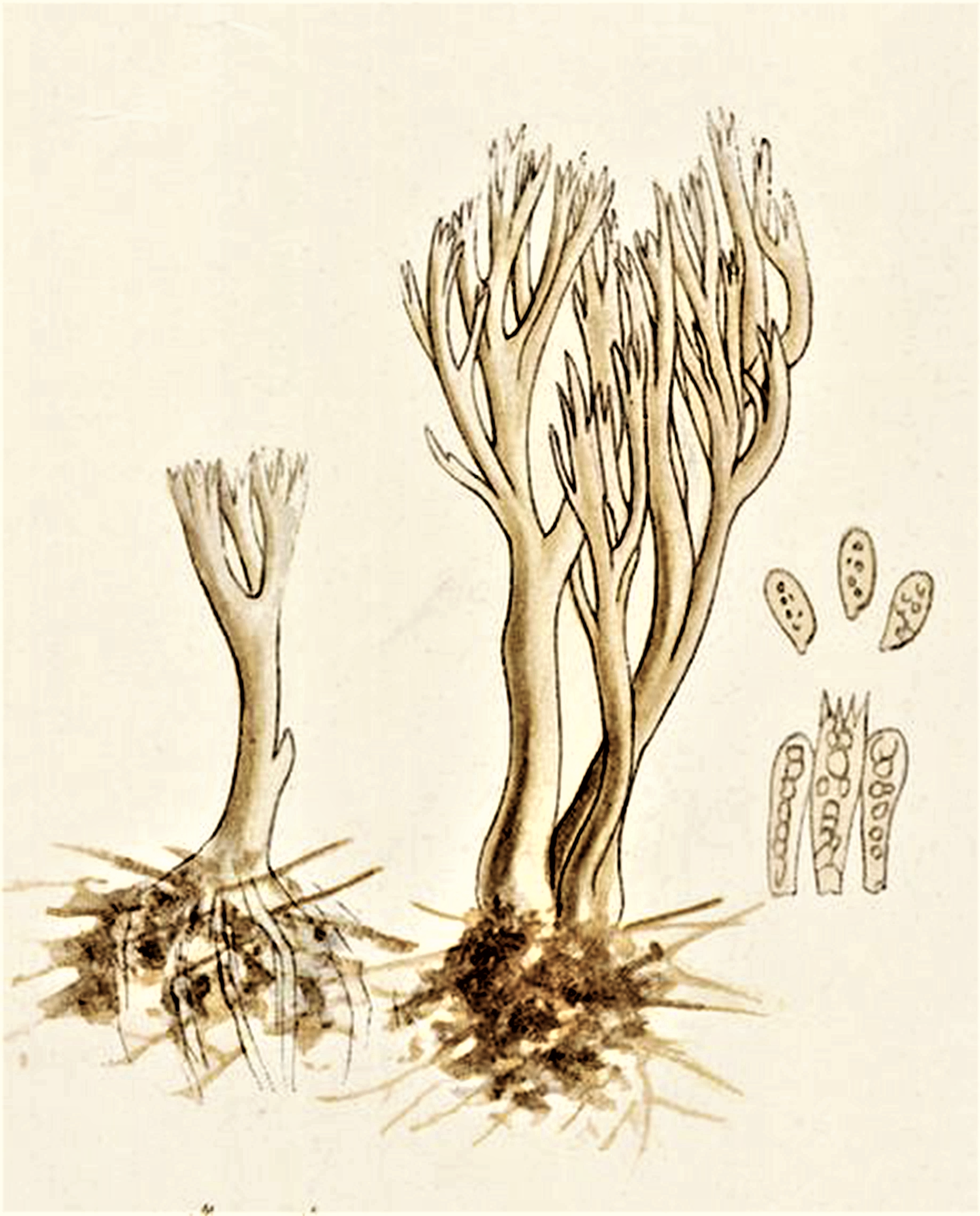
Bres.: Clavaria stricta

- Corpul fructifer:  care crește de obicei în smocuri are o înălțime de 3-10 (12) cm și un diametru de 1cm până maximal 8cm, este neted și se împarte dintr-o bază mai groasă în mai multe ramificații verticale. Coloritul tinde între albicios-gălbui și ocru-ruginiu cu o nuanță roz (la bătrânețe adesea brun de scorțișoară), vârfurile bi- până trifurcate fiind inițial deschis galben-verzuie și în vârstă verde închis. După o presare puternică se decolorează vinaceu până brun-violet.
- Piciorul: vertical și rigid cu o lungime de până la 10cm precum ramificat de până la 8 ori este în tinerețe ascuțit spre vârf, mai târziu tocit, coloritul fiind deschis galben maroniu și oarecum roz, cu vârfuri gălbuie (la bătrânețe negricios-verzuie). Baza prezintă rizomorfe albe.
- Carnea: elastică și nefragilă poate fi albicioasă palid gălbuie, ocru-gălbuie până gri-gălbuie. Mirosul este plăcut acrișor, dominant de anason, adesea cu nuanțe de ciuperci, gustul ceva piperat, devenind cu avansarea în vârstă din ce în ce mai amar, chiar ceva astringent.[4][5]
- Caracteristici microscopice: are spori alungit ovoidali cu baza apiculată, granulați în interior, slab hialini (translucizi), netezi până puțin aspri și fin verucoși, măsurând 5,2-7,2 (7,4) x 3,0-3,9 microni. Pulberea lor este de un colorit palid de lut. Basidiile (celulele purtătoare de spori) clavate cu cleme bazale și o dimensiune de 30-50 x 6-8 microni, poartă de obicei 4 sterigme destul de lungi. Caulocistidele (cistide situate la suprafața piciorului) cu pereți groși de 1-1,5µm și un lumen adesea foarte îngust sunt dimitice constând din hife cu pereți subțiri și scheletate cu tranziții de septe în forma de ampulă și cu numeroase fibule.[9][10]
- Reacții chimice: nu se decolorează cu anilină, fenol, guaiacol sau tinctură de Guaiacum.[11]

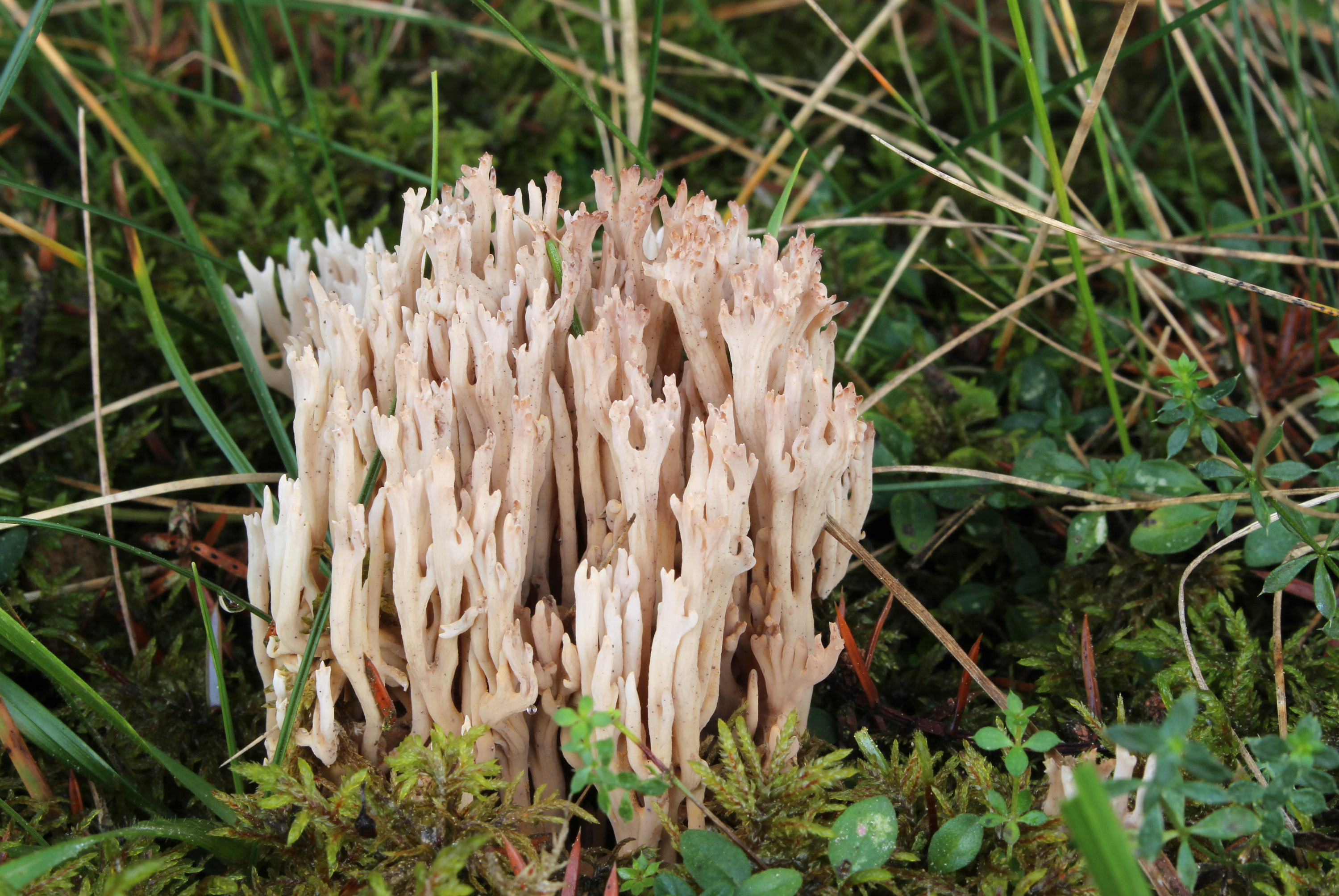
R. gracilis, mai multe fire

## Confuzii
Chiar și specialiști au probleme cu diferențierea buretelui cu alte specii ale acestui gen. Coada șopârlei poate fi confundată de exemplu cu Ramaria abietina (necomestibilă), Ramaria aurantiosiccescens (E.Schild, 1979), (comestibilă) Ramaria aurea (comestibilă), Ramaria botrytis (comestibilă),  Ramaria eumorpha (necomestibilă), Ramaria fennica (necomestibilă), Ramaria flaccida (necomestibilă), Ramaria flava (comestibilă), Ramaria flavescens (comestibilă), Ramaria flavobrunnescens (comestibilă), Ramaria formosa (otrăvitoare), Ramaria ochroclora (comestibilitate nesigură), Ramaria pallida (otrăvitoare), Ramaria stricta (necomestibilă) sau Ramaria testaceoflava, (necomestibilă).

## Specii asemănătoare

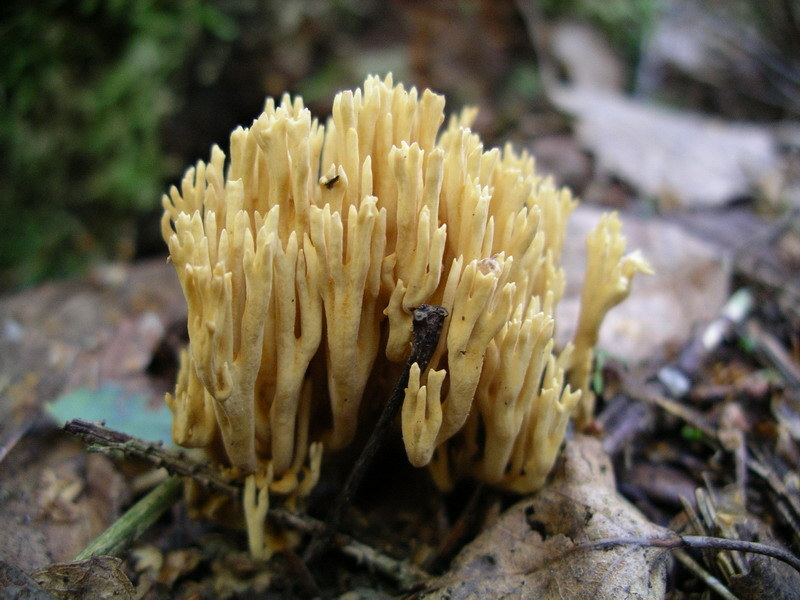
!Ramaria abietina!
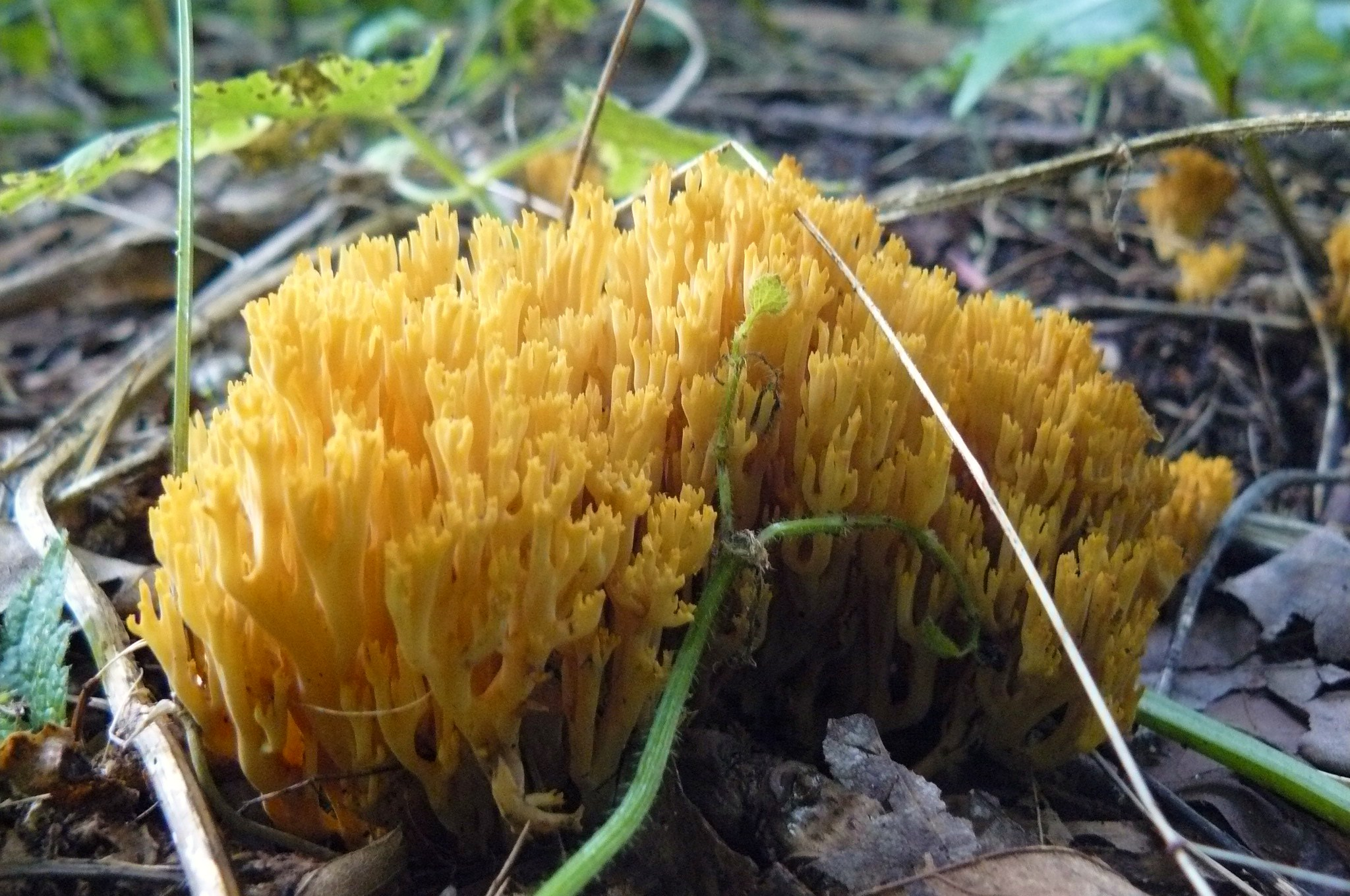
Ramaria aurantiosiccescens
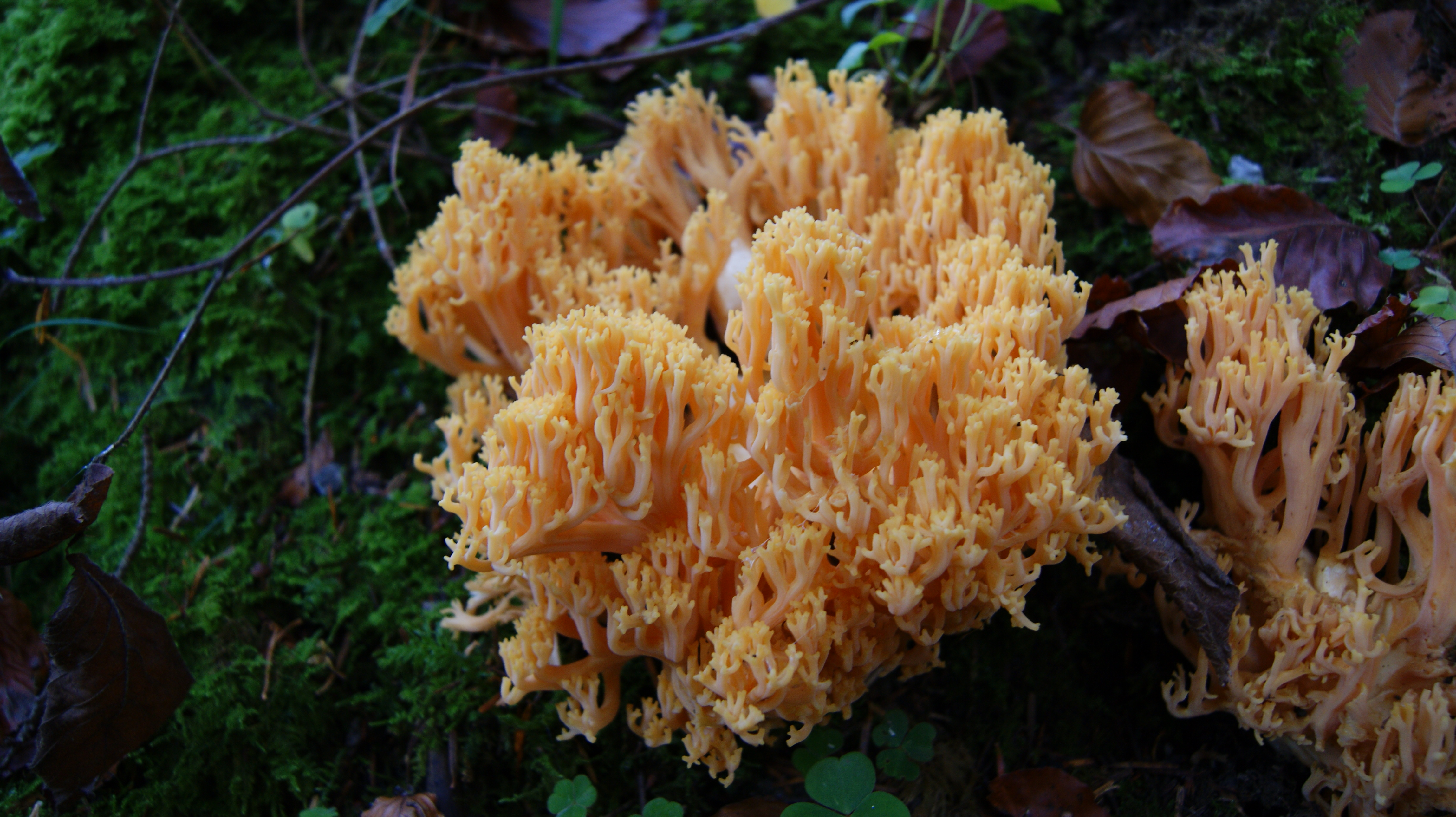
Ramaria aurea
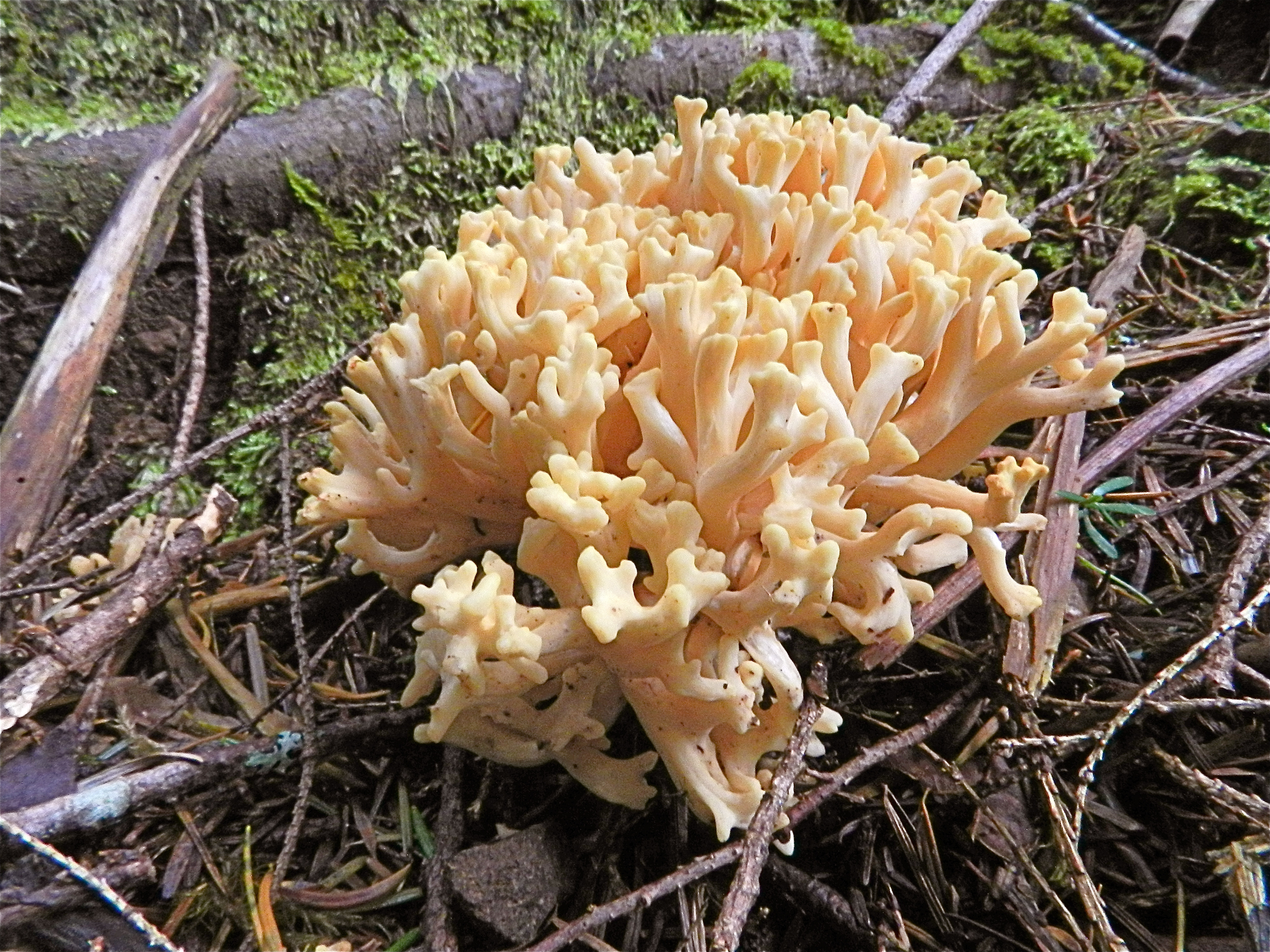
Ramaria botrytis tânără
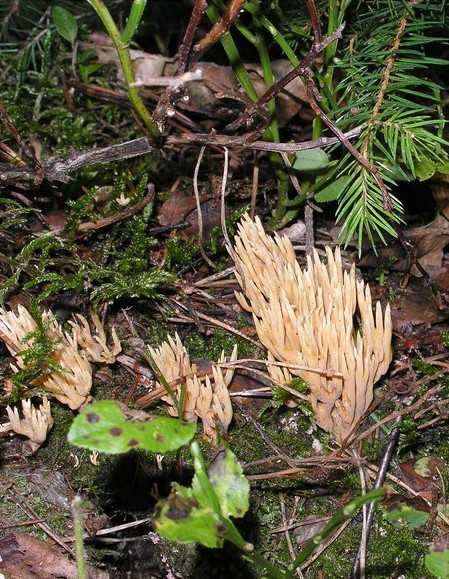
!Ramaria.eumorpha!
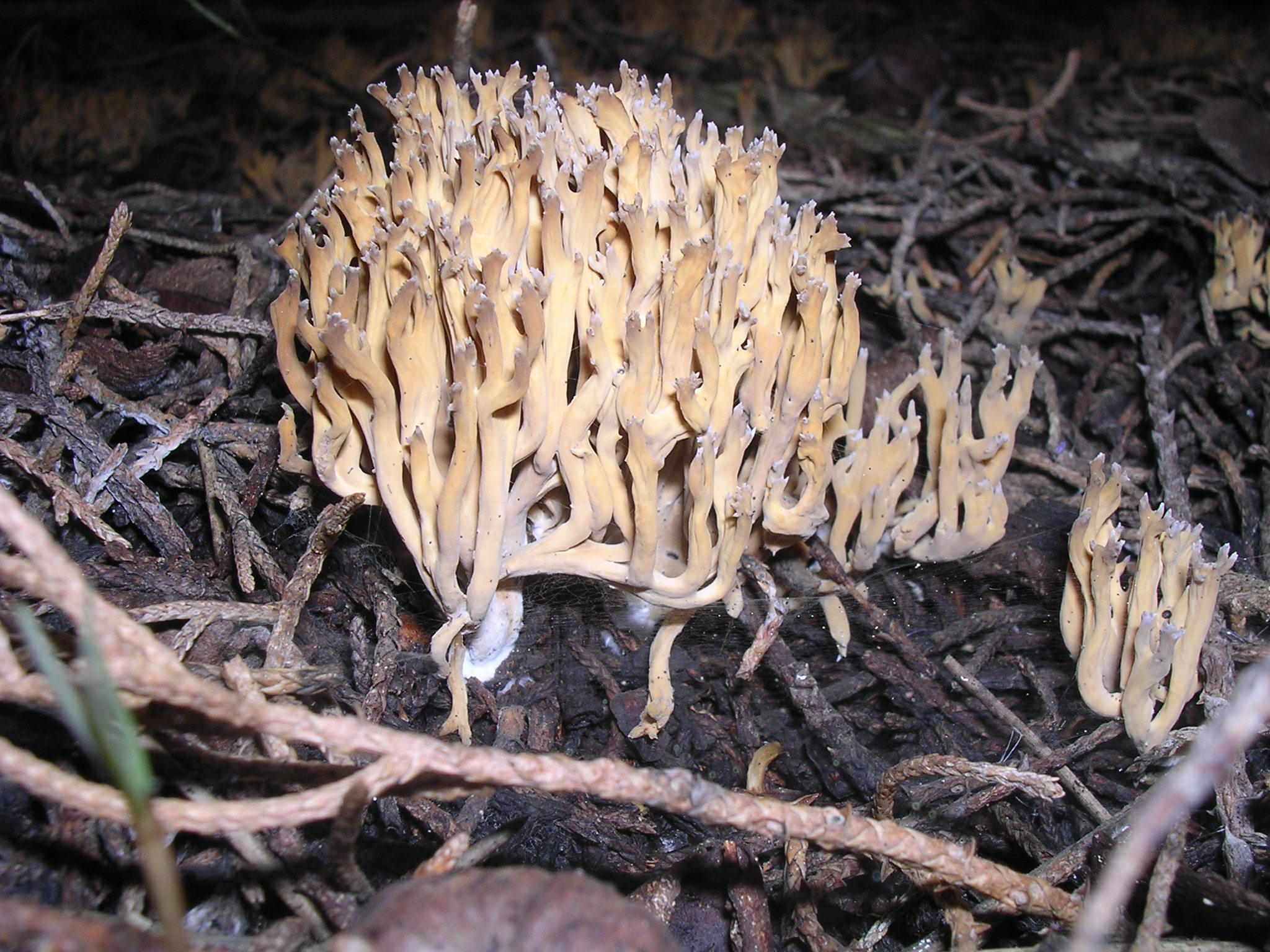
!Ramaria fennica!
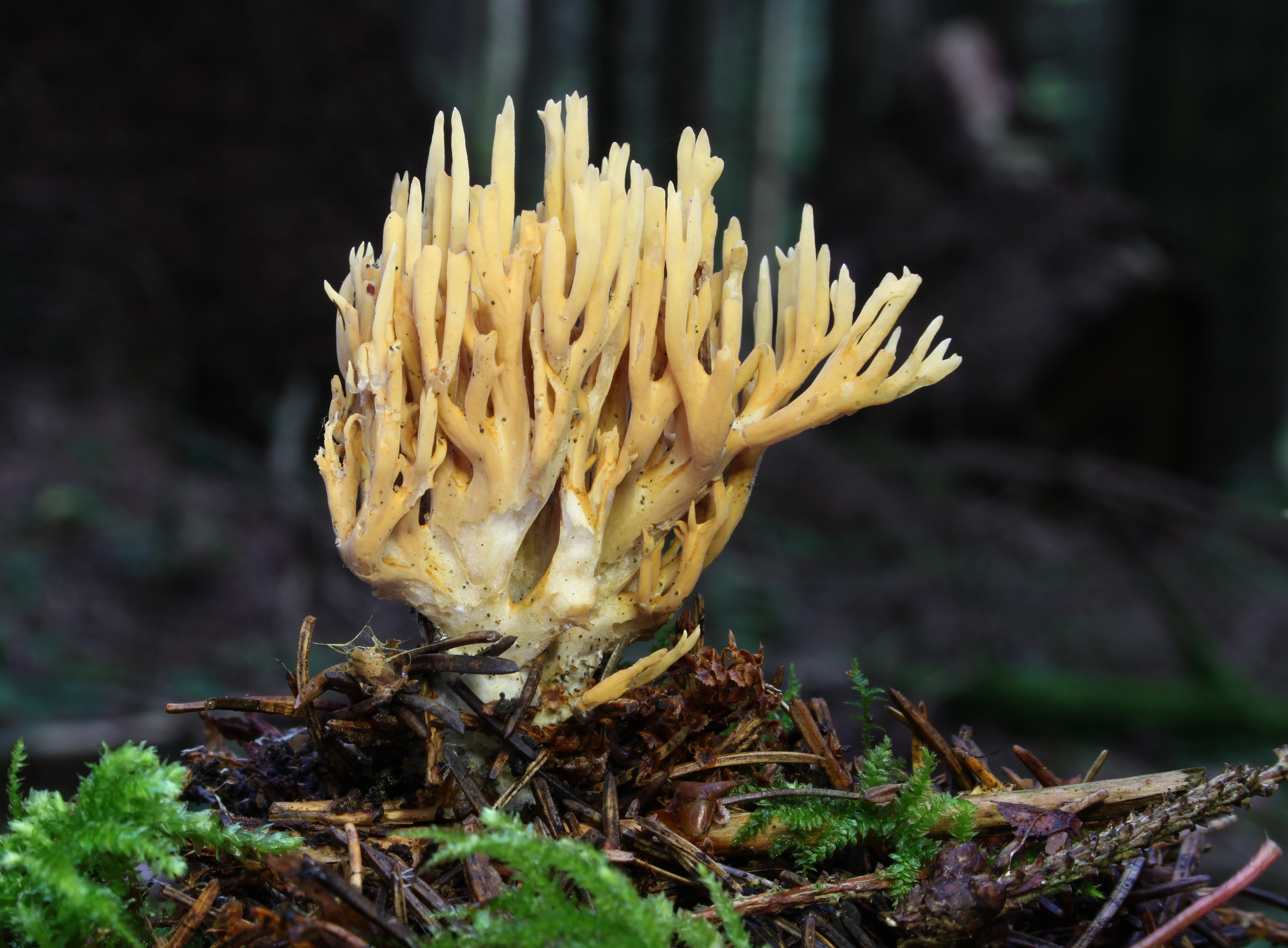
!Ramaria flaccida!

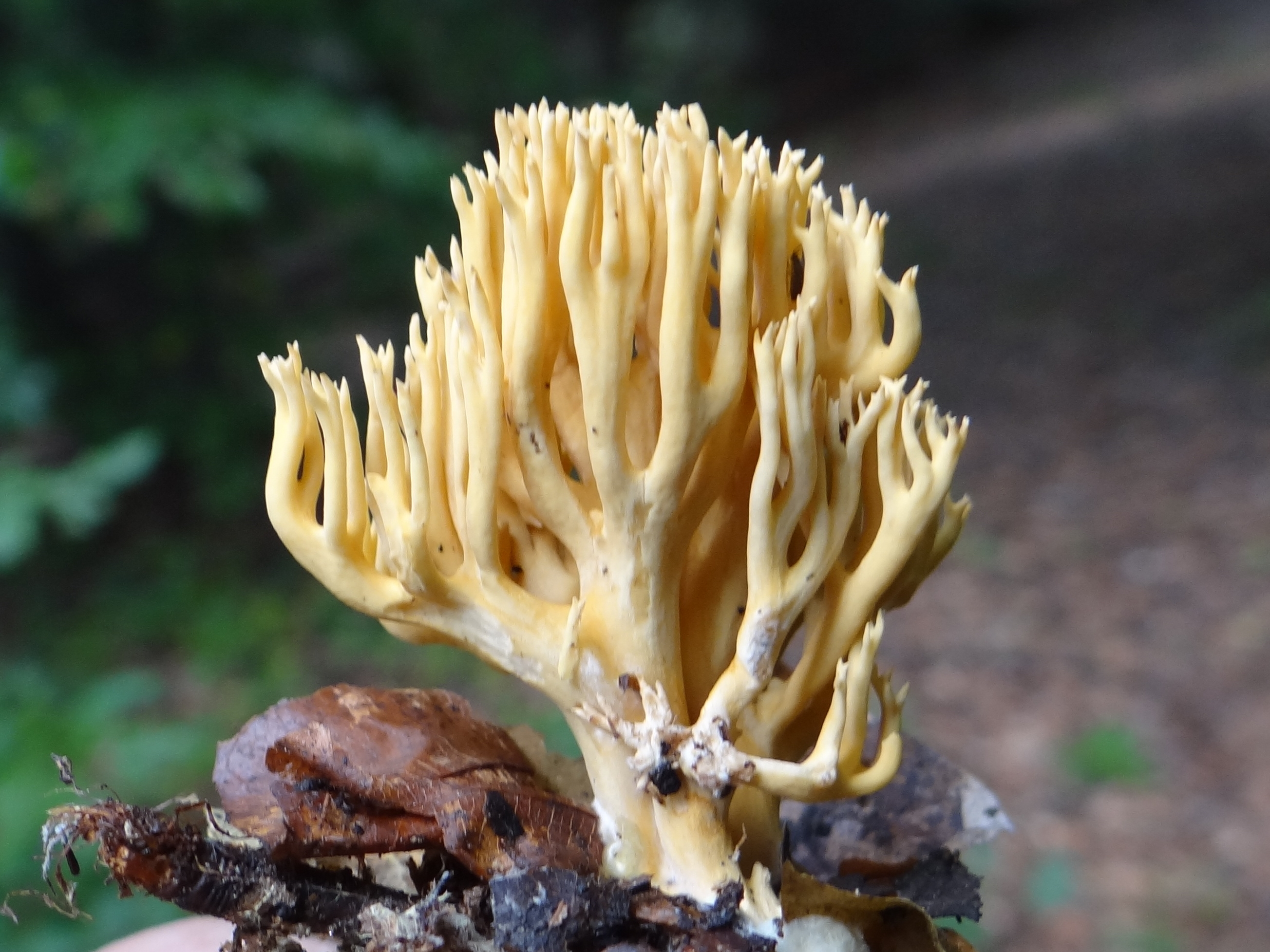
Ramaria flava
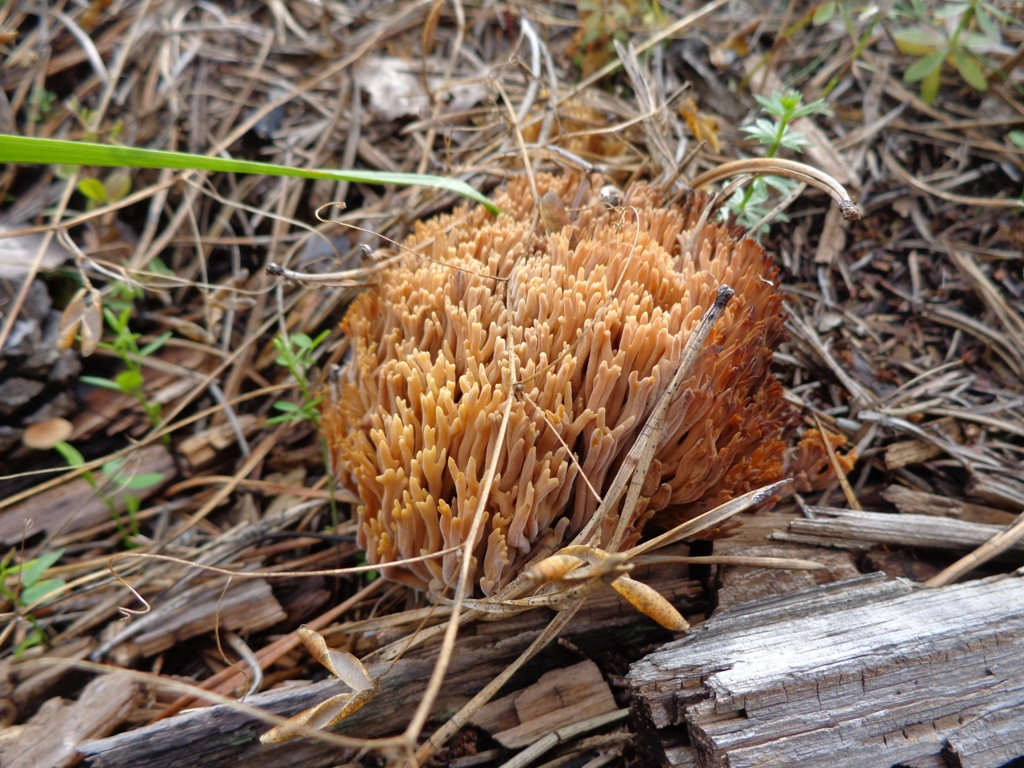
Ramaria flavescens
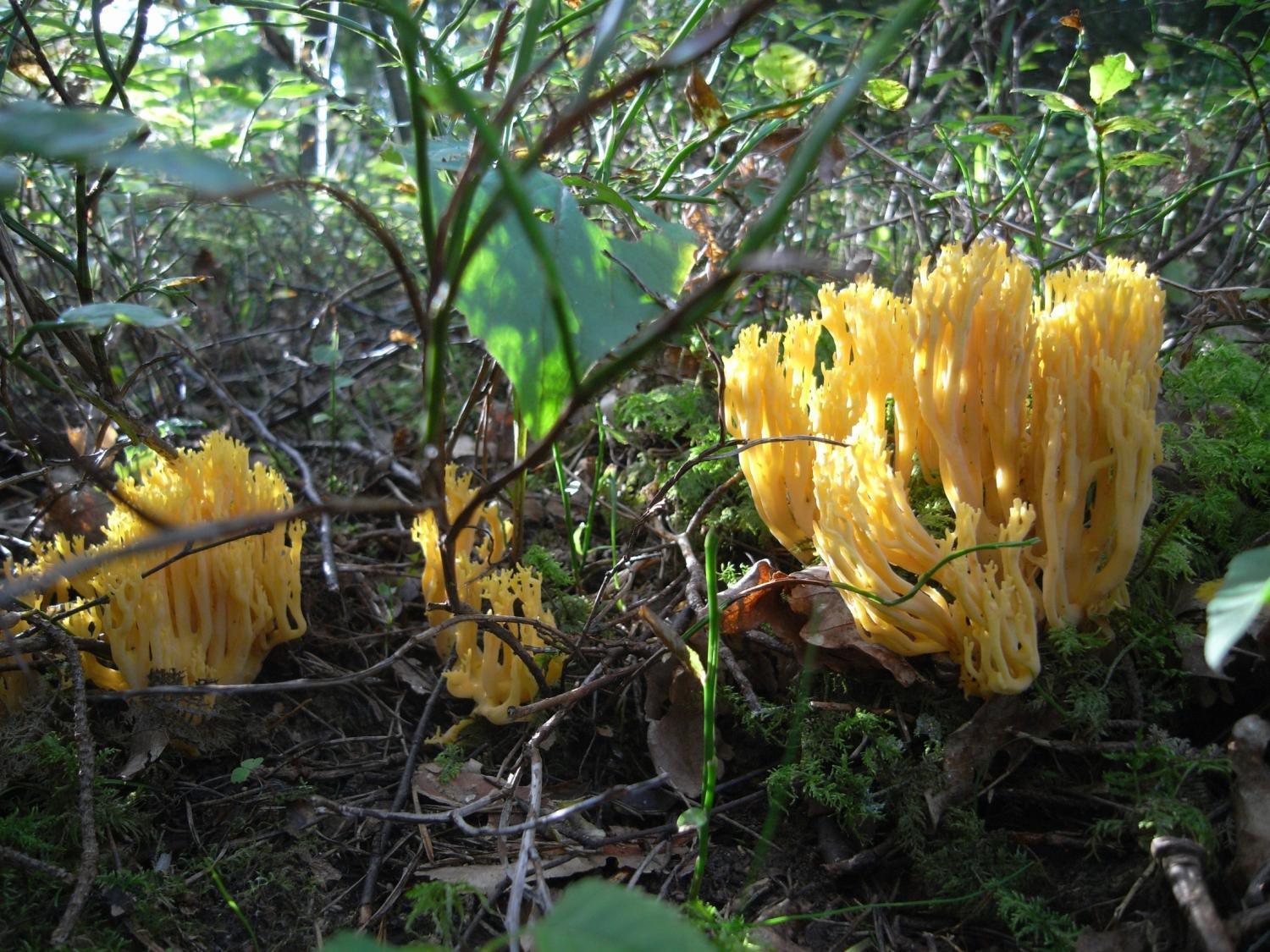
R. flavobrunnescens
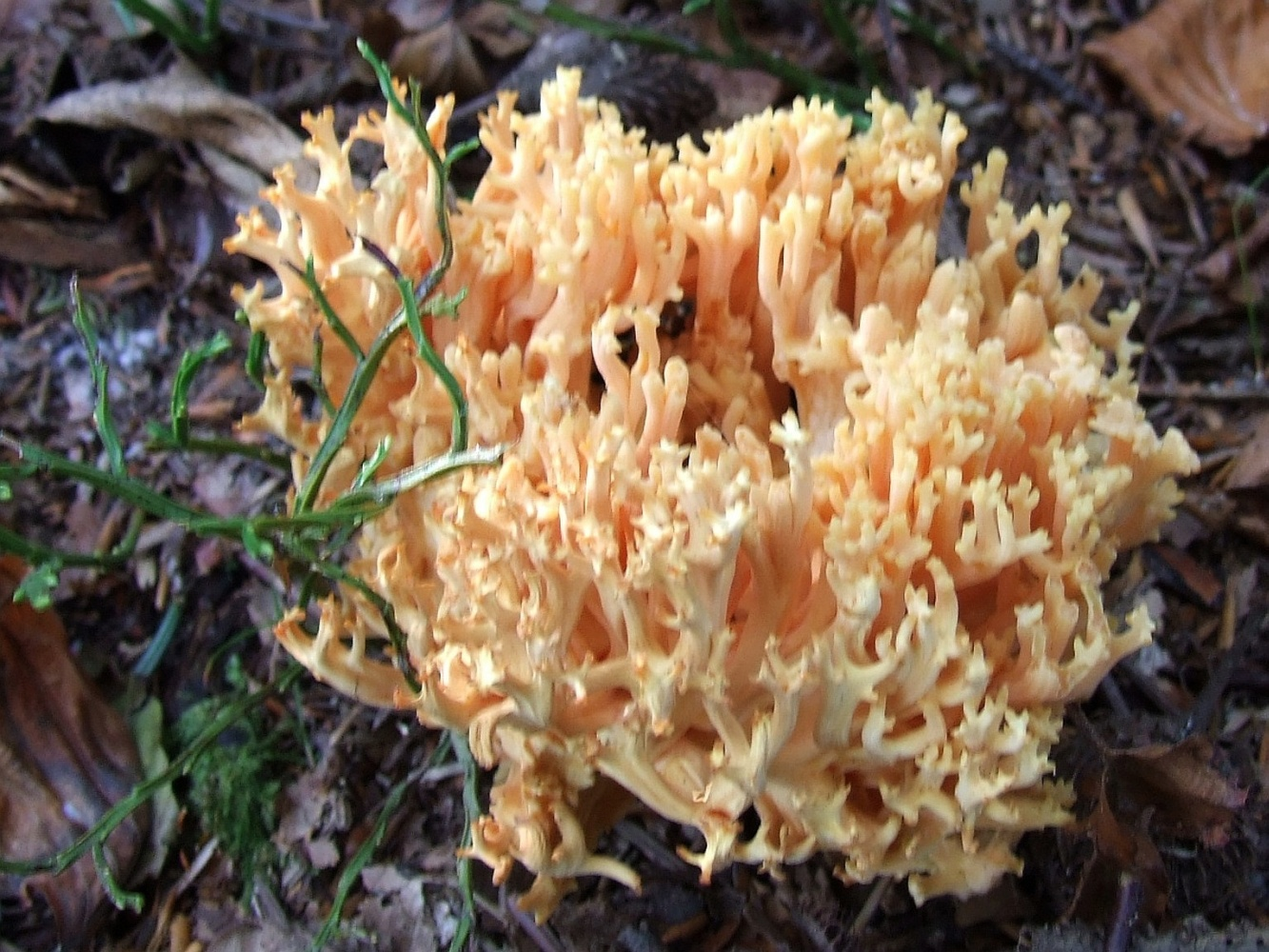
!!Ramaria formosa!!
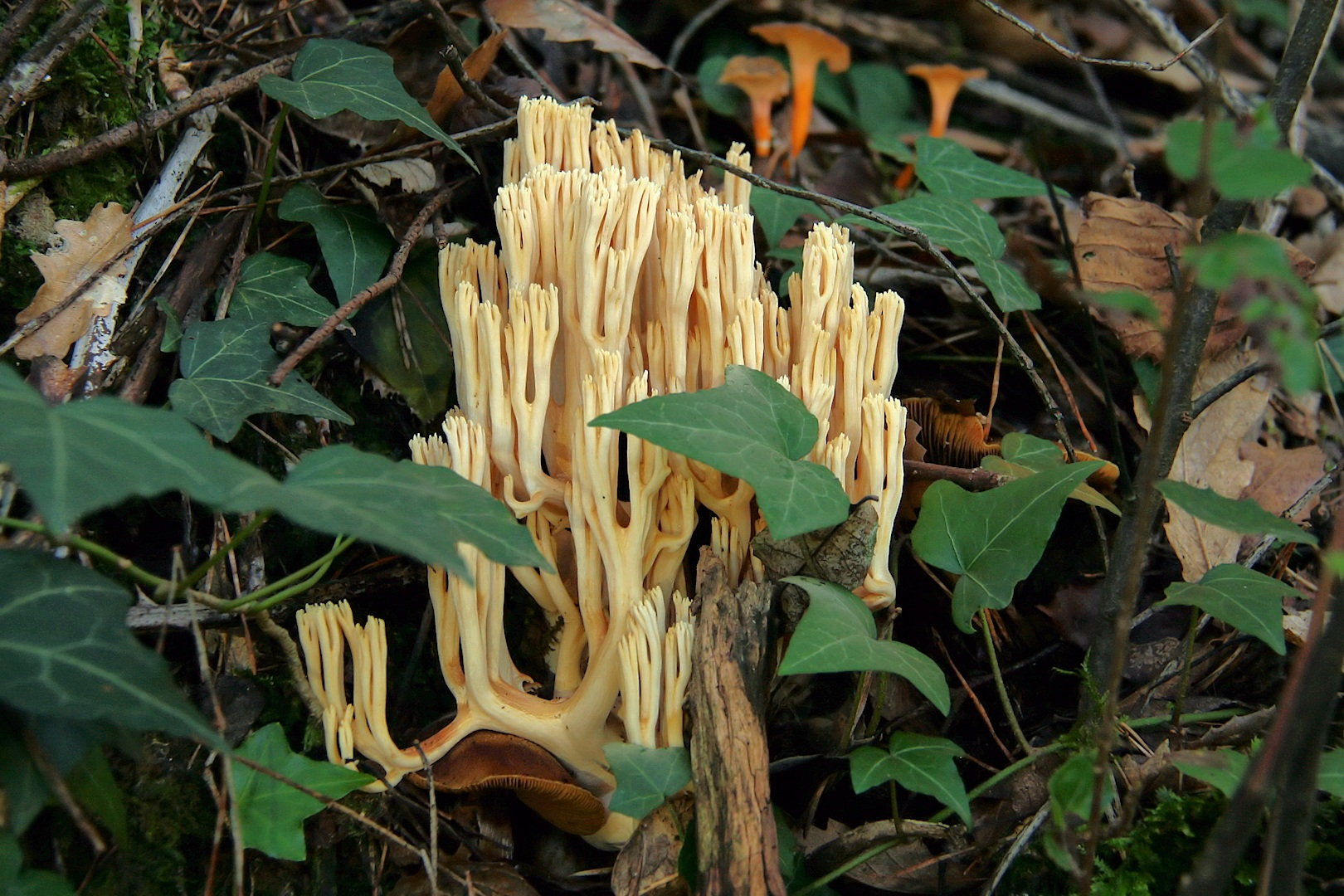
!!Ramaria pallida!!
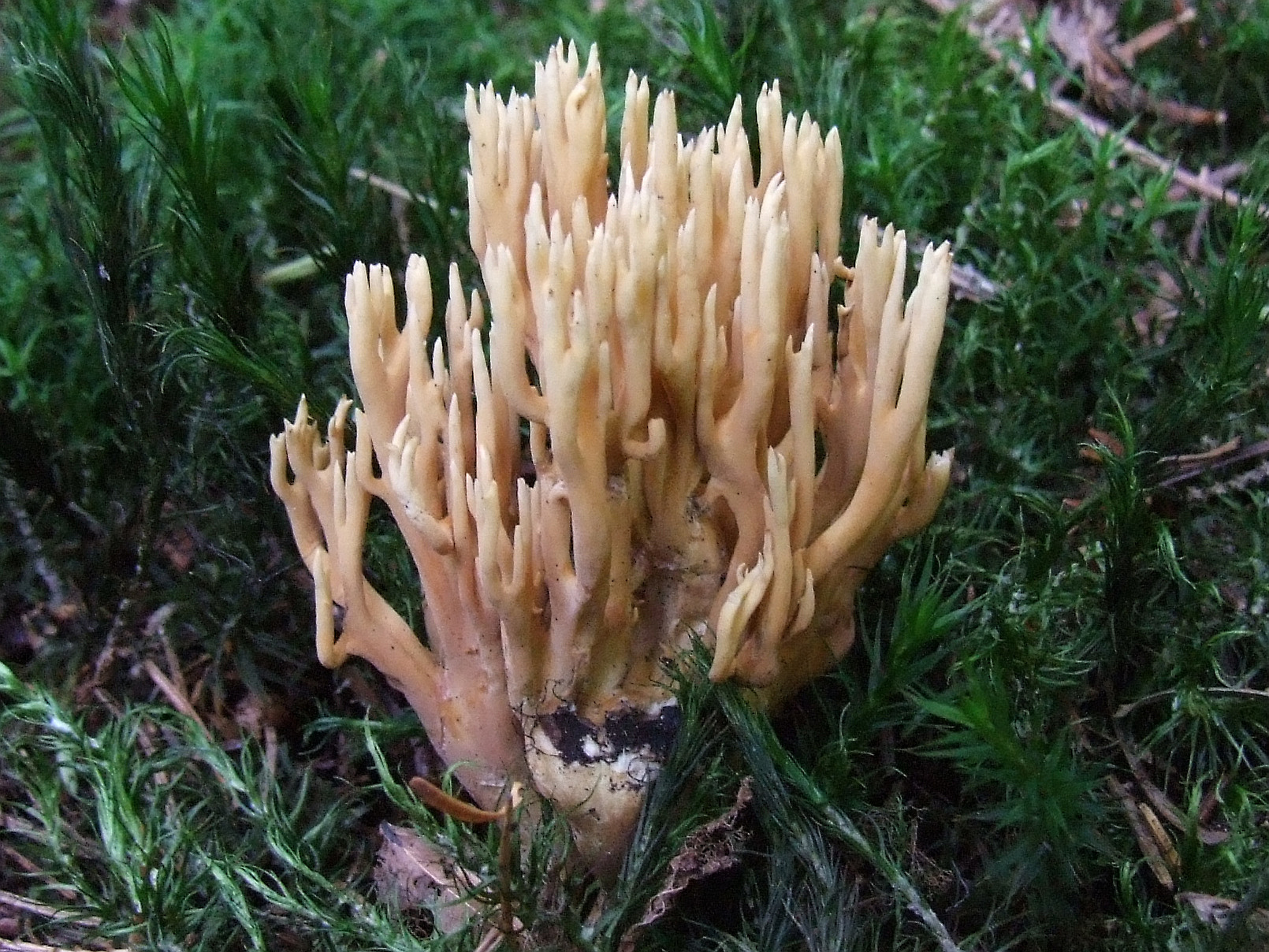
!Ramaria stricta!
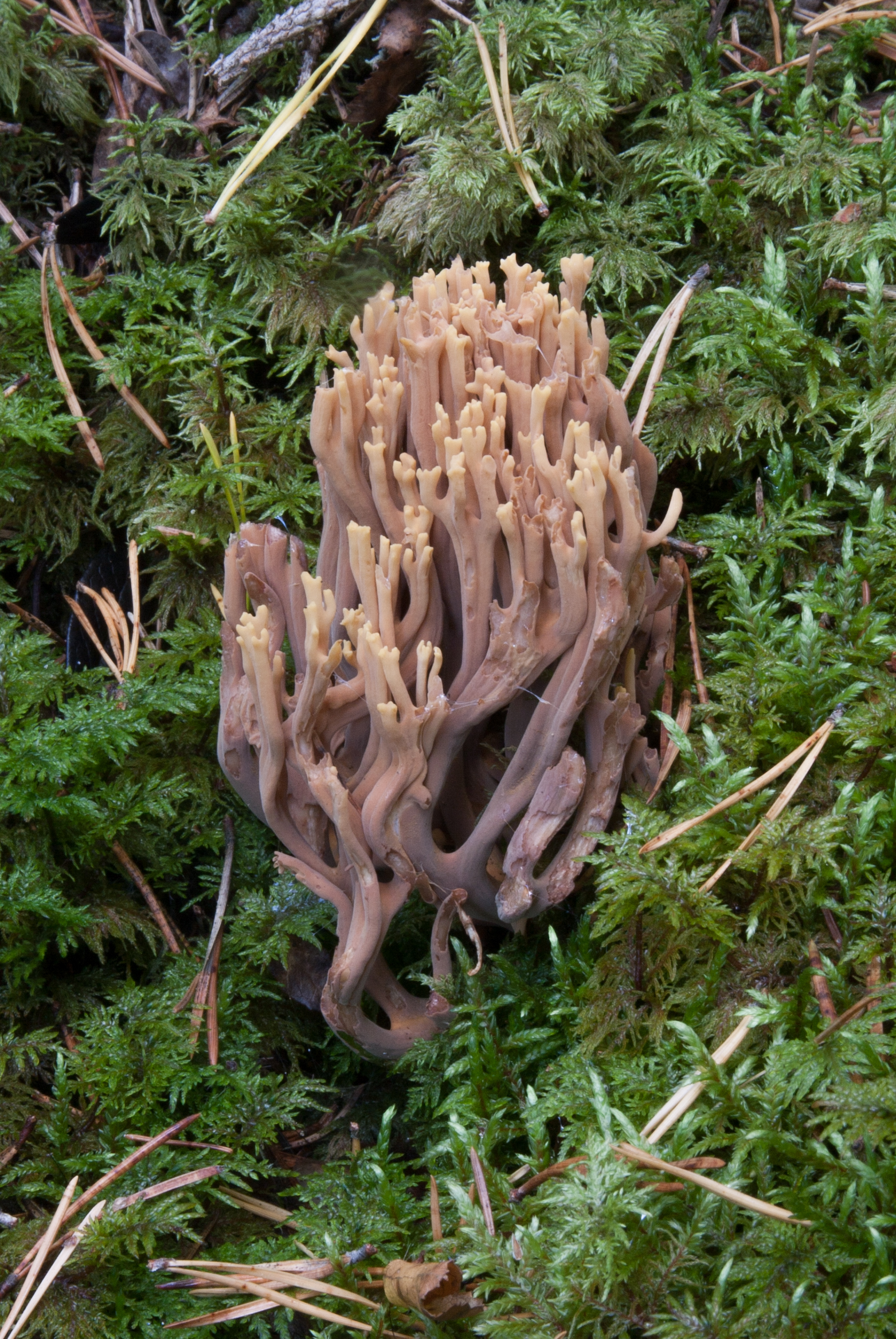
!Ramaria testaceoflava!

## Valorificare
Deși de miros foarte plăcut, coada șopârlei poate fi ingerată doar în stadiu foarte tânăr pentru că devine cu timpul amară. Chiar ingerată crud nu este în niciun caz otrăvitoare, de aceea poate fi încercată la gust dacă este deja amară. În caz de consum, se adaugă cel mai bine la o mâncare în combinație cu alte ciuperci comestibile ale genului. 